# Nicolas Millioti

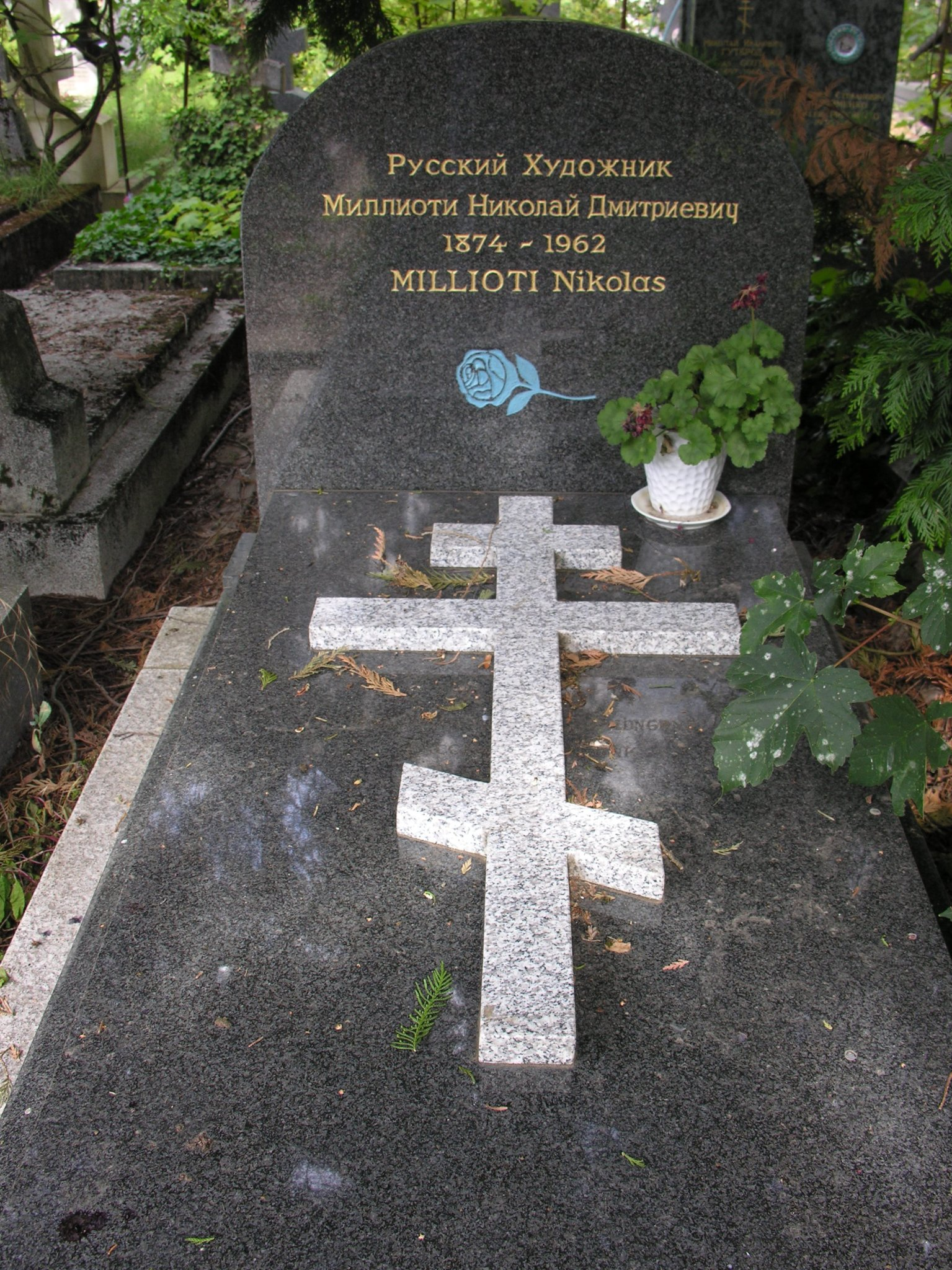
Vue de la sépulture.

Nicolas Millioti (en russe : Николай Дмитриевич Милиоти parfois Миллиоти) né le 16 janvier 1874 (28 janvier dans le calendrier grégorien), Moscou, Empire russe - mort le 26 décembre 1962, Paris, France), est un peintre russe, représentant du symbolisme russe.

## Biographie
Nicolas Millioti est né le 16 janvier 1874 à Moscou dans une famille d'origine grecque. Il avait aussi des liens de famille avec les Morozov, les Alekséiev et les Korcha. Il passait ses vacances d'été avec ses frères dans la propriété moscovite du prince Golitzine à Kouzminki. 
Il termina le lycée à Moscou, puis de 1894 à 1900, il fréquenta l'École de peinture, de sculpture et d'architecture de Moscou, les cours d'Abram Arkhipov, de Leonid Pasternak et de Valentin Serov. Il fréquenta aussi le studio privé de Constantin Korovine. À partir de 1900, les expositions de peintres russes cessèrent d'être internationales et furent marquées par un caractère plus individuel : l'école pétersbourgeoise d'un côté se distinguait par l'importance de la forme, et de l'autre, celle de Moscou accordait la primauté à la couleur. Celle de Saint-Pétersbourg comprenait Alexandre Benois, Evgueni Alexandrovitch Lanceray, Léon Bakst. Dans le groupe de Moscou les nouveaux venus étaient Igor Grabar, Pavel Kouznetsov, Piotr Savvitch Outkine, Nikolaï Sapounov, Nicolas Milliouti et son frère Vassili Millioti. Victor Borissov-Moussatov, le peintre symboliste par excellence était le seul à combiner les caractéristiques des deux écoles, dont les différences s'accentuèrent au fil des années. 
En 1898, il entra à la faculté de philologie et d'histoire de l'université de Moscou, puis termina ses études à la Sorbonne à Paris. Là, il s'intéressa quelque temps à l'Académie Julian rencontra Jean-Paul Laurens, et James Abbott McNeill Whistler.

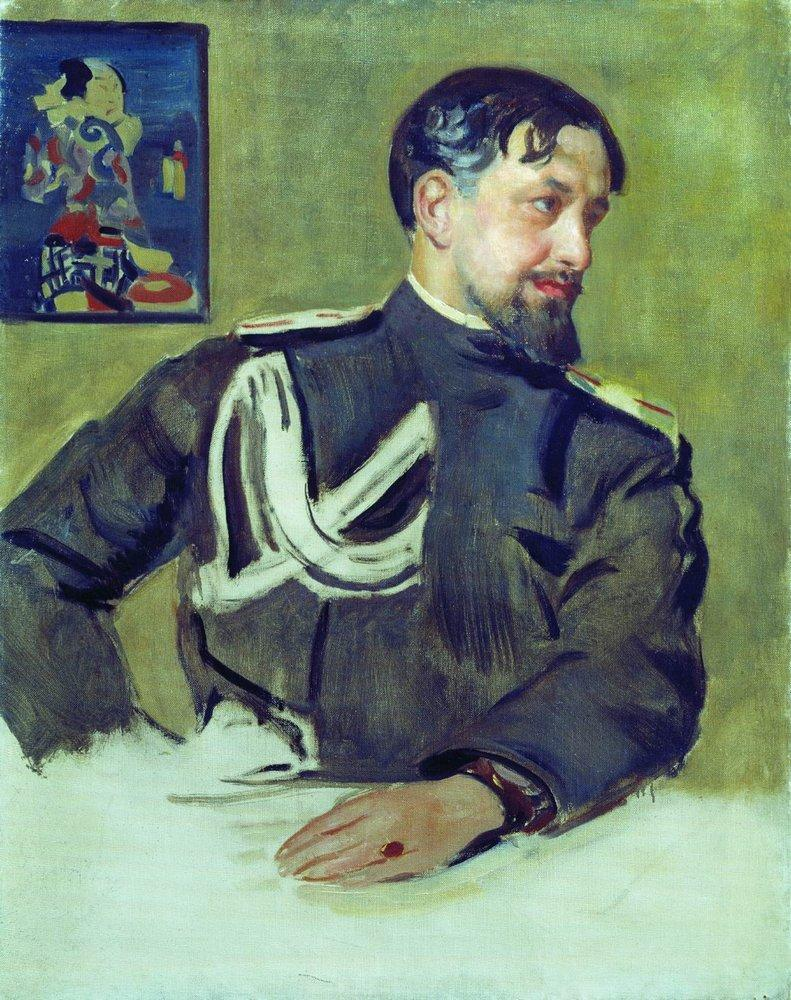
N. Millioti par Boris Kustodiev en 1916.

Durant les années qui suivirent 1900, il peignit une série d'œuvres symbolistes avec comme sujet le rêve, mais aussi des scènes galantes. Il collabora à la revue « La Toison d'or » et participa à des expositions. Ses tableaux sont souvent des images allégoriques des anges, des mirages, féériques, et proches de l'ornementation abstraite.
En avril 1907, avec son frère Vassili, il fut un des organisateurs de l'exposition moscovite de la « Rose bleue ». En 1910 il quitta l'« Union des peintres russes » en même temps que le groupe d'Alexandre Nikolaïevitch Benois et fut parmi les fondateurs du groupement artistique « Mir iskousstva » (« le monde de l'art » ), et de 1912 à 1916, il entra dans le comité d'organisation.
Durant la période de la Première Guerre mondiale il fut mobilisé comme enseigne d'artillerie et pris part à des actions militaires dans les Carpates, en qualité d'adjudant du général Radko Dimitriev ; il fut blessé deux fois et fut décoré pour ses actions.
En juin 1917, à la demande d'une série d'éminents acteurs de la vie culturelle de Moscou il fut inscrit au nombre des 23 artistes qui furent libérés de leurs obligations militaires et démobilisés. En 1918 il partit à Yalta, où il travailla comme président de la Commission de protection des richesses artistiques de la Crimée, dans laquelle il rencontra Sergueï Makovski, Ivan Bilibine, Maximilian Volochine, Sergueï Elpatievsky (en) et d'autres encore.

### Émigration

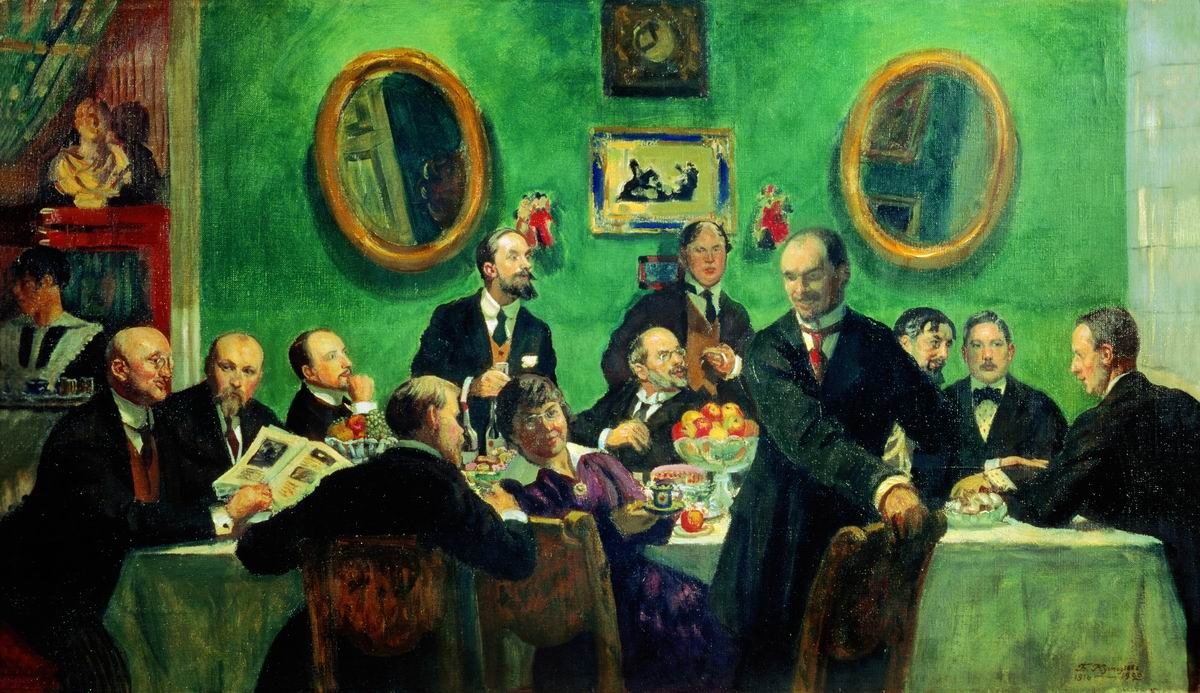
De gauche à droite : Igor Grabar, N. Roerich, E. Lancer, B. Kustodiev, Ivan Bilibine, A. Ostroumova-Lebedeva, A. Benois, G. Narbut, Kouzma Petrov-Vodkine, Nicholas Millioti, K. Somov, M. Dobuzhinskii.
Boris Kustodiev, Artistes de Mir iskousstva (1916-1920).
Musée Russe, Saint-Pétersbourg.

En 1920 il émigra d'abord à Sofia en Bulgarie où le tsar Boris III vint visiter son atelier, puis en 1921 et 1922 il travailla à Berlin. 
En 1923 il partit pour Paris, où Paul Valéry, Rainer Maria Rilke, André Maurois, vinrent visiter son atelier 3 bis place de la Sorbonne. À cette époque ensemble avec Nathalie Gontcharoff ils mirent en scène au théâtre du Vieux-Colombier un spectacle de marionnettes : le « Théâtre des comédiens de bois » (réalisation de Ioulia Slonimskaïa Sazonova et Michel Larionov, musique de Nicolas Tcherepnine, 1924). Il créa la décoration et les costumes du spectacle la « Princesse Carême » de Lesage (1925).
En 1925 il voyagea en Amérique, puis en Europe : en Italie, en Espagne, en Hollande et en Allemagne. De 1929 à 1930 il enseigna
à Paris. En 1931 il devint membre du conseil d'administration de l'Union des artistes russes en France, et à partir de 1933 il devint membre de la section peinture adjointe à cette union. Un de ses élèves à Paris fut Léonide Ouspensky. Durant les années 1930, ce sont les travaux de portraits qui prédominent dans son œuvre : (Alexandre Nikolaïevitch Benois, l'écrivaine Nadejda Teffi, Tatiana Soukhotina-Tolstaïa, Fédor Chaliapine). En 1938 l'État français fit l'acquisition de son autoportrait. À maintes reprises il offrit ses toiles comme prix de loteries destinées à aider le Comité d'aide aux artistes et aux savants russes, l'amicale moscovite, et d'autres encore.    
De 1940 à 1942, il vécut à Biarritz, où il réalisa une série de dessins « Misères et désastres de la guerre » et participa à des expositions de groupes. En 1942 il retourna à Paris où il travailla beaucoup et réalisa une série d'autoportraits. En 1949 il devint membre d'un comité organisateur d'une exposition à la mémoire de М. D. Riabouchinska, et en 1958, membre du Comité qui rassemblait des fonds pour l'édition de la biographie de Constantin Korovine.
Il mourut à l'Hôpital Cochin, à Paris, le 26 décembre 1962 et fut enterré au cimetière russe de Sainte-Geneviève-des-Bois. Après sa mort, un artiste admirateur de son talent, L. Panaéva envoya ses tableaux à Moscou. Depuis 1986 ils font l'objet d'expositions à Moscou et à Saint-Pétersbourg, à Paris, Belgrade, Sofia, Prague. Ses archives sont conservées à Moscou chez son fils E. Millioti.

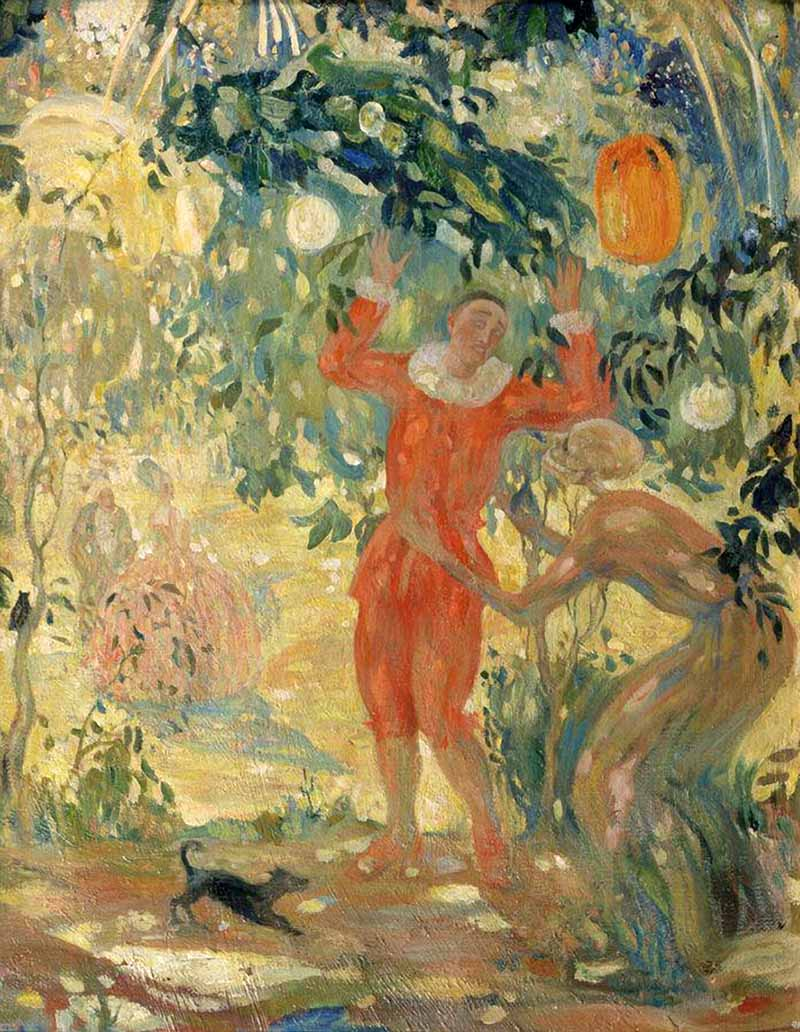
Pierrot et la mort par Nicolas Millioti (1913).

### Famille
- Son frère — Vassili Millioti (1875, Moscou — 1943, Moscou) — fut également artiste-peintre.

## Liens
- Ressources relatives aux beaux-arts :   - Bénézit
  - Delarge
  - Musée d'Orsay
  - RKDartists
  - Union List of Artist Names
- Notices d'autorité :   - VIAF
  - ISNI
  - LCCN
  - WorldCat
- Николай Дмитриевич Милиоти